# Choerodon schoenleinii
Choerodon schoenleinii (Valenciennes, 1839) è un pesce d'acqua salata appartenente alla famiglia Labridae.

## Distribuzione e habitat
Proviene dalle barriere coralline dell'oceano Pacifico e dell'oceano Indiano; è stato trovato in Indonesia, dalle Isole Ryukyu, Mauritius e in Australia, soprattutto Shark Bay. Nuota in zone ricche di vegetazione acquatica, solitamente con fondo sabbioso, fino a 60 m di profondità. Gli adulti sono molto frequenti dove sono abbondanti i coralli, mentre i giovani tendono a stare soprattutto nelle praterie marine.

## Descrizione
Presenta un corpo abbastanza alto, mediamente compresso lateralmente, con la testa dal profilo decisamente arrotondato. Gli occhi sono giallastri, grandi, e gran parte del corpo è dello stesso colore. Attorno agli occhi, alla bocca e sul peduncolo caudale sono presenti delle striature azzurre, che si trovano anche sulla pinna anale e sulla pinna dorsale, arancioni. La pinna caudale è blu e non è  biforcuta. Sulla pinna dorsale c'è una macchia nera abbastanza ampia.
Può raggiungere 100 cm per 15,5 kg di peso.

## Biologia

### Comportamento
È una specie prevalentemente solitaria che forma piccole aggregazioni solo durante la riproduzione.

### Alimentazione
Si nutre prevalentemente di invertebrati acquatici come molluschi, echinodermi, in particolare ricci di mare e crostacei.

### Riproduzione
È oviparo e la fecondazione è esterna. La deposizione avviene durante tutto l'anno, quando gli esemplari adulti si uniscono in piccoli gruppi, anche se è più comune durante la primavera.

## Conservazione
Questa specie viene classificata come "prossima alla minaccia" (NT) dalla lista rossa IUCN perché è un pesce pescato molto frequentemente ed abbastanza ricercato; in Australia ne è stata regolamentata la pesca ma le misure sono efficaci solo in parte.